# شارة بانزر
شارة بانزر (بالألمانية: Panzerkampfabzeichen) كانت زينة عسكرية في الحرب العالمية الثانية لألمانيا النازية مُنحت للقوات في الفرق المدرعة. تم تقديم شارة بانزر، التي تم تقديمها في 20 ديسمبر 1939، لأفراد قوات المدرعات ووحدات قنابل بانزر المجهزة بمركبات مدرعة. كما تم تقديمه لأعضاء مجموعات الاستطلاع المدرعة وكتائب البنادق من فرق البانزر. عادة ما يتم إعطاء هذه الشارات على مستوى فوج أو فرقة. وحتى نهاية الحرب العالمية الثانية 
الدبابة في وسط الميدالية هي بانزر-4. فقدت نسخة 1957 بعد نزع النازية النسر والصليب المعقوف، ولكنها لم تتغير.

## أنواع

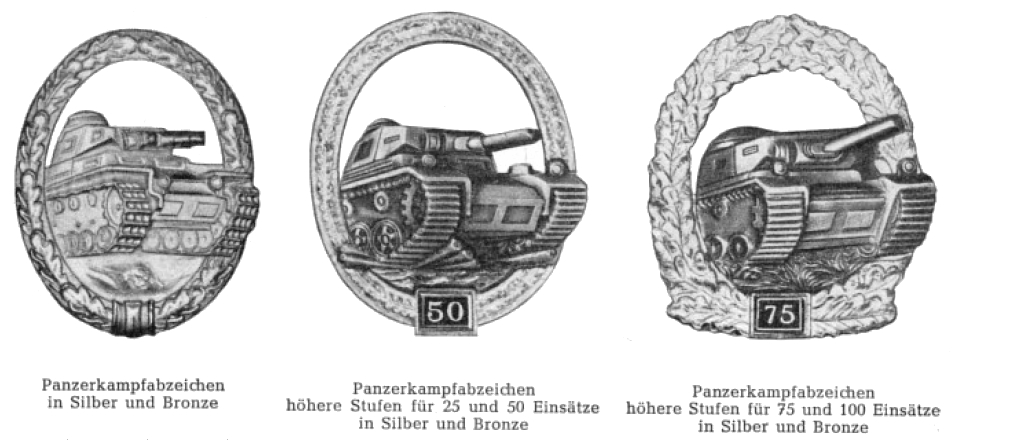
1957 المتغيرات النازية
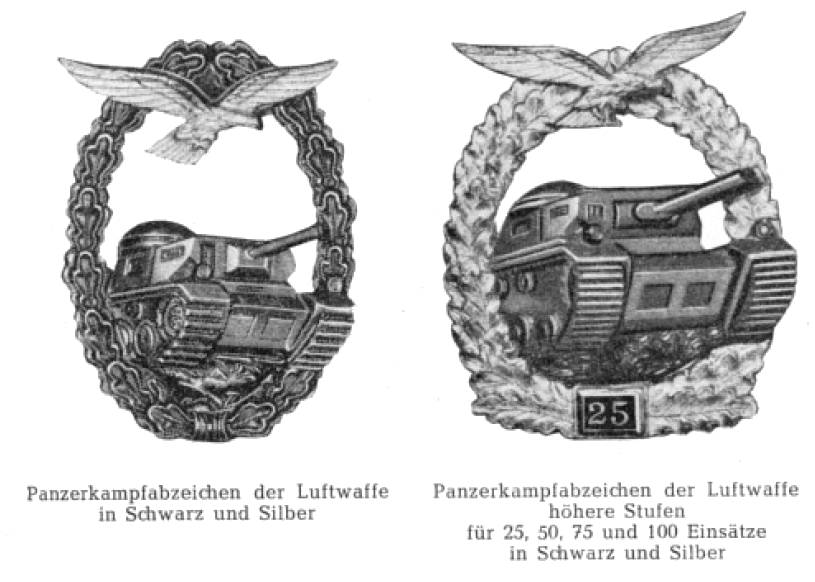
قام عام 1957 بإزالة المتغيرات من Luftwaffe